# 1,2,3,4-四氢菲-1-酮
1,2,3,4-四氢菲-1-酮（简称THP-1）是一种合成类固醇样化合物，据报道是第一种合成雌激素，或第一个被鉴定为具有雌激素活性的合成化合物。它于1933年由库克等人首次合成。并因其与预测中的雌酮的化学结构相似而接受了测试。几十年后重新评估时，发现该化合物仅与雌激素受体微弱结合，而且出乎意料的是，在体外或体内实际上不具有作为雌激素或抗雌激素的功能活性。然而，它确实在体外显示出一些雄激素和抗雄激素活性。